# 李君如

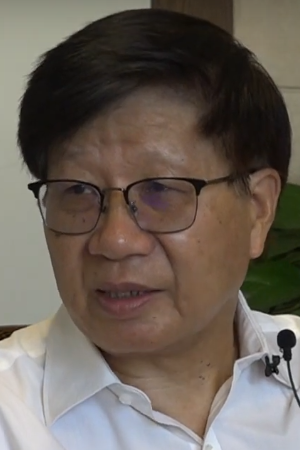

李君如（1947年—），男，汉族，浙江鄞县人，生于上海，中华人民共和国马克思主义哲学家、理论家、政治人物，曾任中共中央党校副校长，第十一届全国政协常务委员。

## 生平
李君如是浙江宁波鄞县人，出生于上海。1972年毕业于上海师范大学（今华东师范大学）。1981年，考取中国社会科学院上海社会科学院哲学研究所。历任上海社会科学院院长助理、毛泽东思想研究中心主任、邓小平理论研究中心主任，是上海社会科学院哲学研究所研究员、博士生导师。
曾任中共中央党史研究室副主任，中共中央宣传部理论局副局长，中共中央党校副校长。1991年3月，作为上海社会科学院青年学者代表团团长，访问苏联科学院远东所等学术机构 。1991年，代表上海社会科学院赴香港参加国际哲学研讨会。1993年11月，以访问学者赴美国加州大学洛杉矶分校访问讲学。
2008年，当选第十一届全国政协常务委员，代表社会科学界，分入第三十二组。并担任社会和法制委员会专委。
2009年4月，当选中央直属机关侨联主席。

## 代表著作
- 有“毛泽东研究三部曲”之称的：《毛泽东与近代中国》、《毛泽东与当代中国》、《毛泽东与毛泽东后的当代中国》，获第十一届中国图书奖
- 《邓小平的“中国特色社会主义”》，获中国全国“五个一工程”的1991年度优秀论文奖
- 《邓小平的管理思想和领导艺术》（与夏禹龙合著），获中国全国“五个一工程”的1992年度优秀论文奖 。

## 社会兼职
- 中国人权研究会副会长
- 中国马克思主义哲学史学会常务理事
- 中国全国邓小平理论研究会副会长
- 中国国际文化交流中心理事
- 中国改革开放论坛副理事长
- 上海马克思主义哲学史研究会副会长

## 荣誉
- “艾滋病防治特殊贡献奖”——联合国艾滋病规划署颁发